# Вико Еквенсе
Вико Еквенсе (итал. Vico Equense) је насеље у Италији у округу Напуљ, региону Кампанија.
Према процени из 2011. у насељу је живело 12820 становника. Насеље се налази на надморској висини од 165 м.

## Становништво
| 1931.  | 1936.  | 1951.  | 1961.  | 1971.  | 1981.  | 1991.  | 2001.  | 2011.  |
| ------ | ------ | ------ | ------ | ------ | ------ | ------ | ------ | ------ |
| 11.796 | 12.625 | 14.626 | 14.566 | 15.866 | 17.438 | 18.967 | 20.048 | 20.839 |

## Партнерски градови
- Алош